# Односи Црне Горе и Румуније
Односи Црне Горе и Румуније су инострани односи Црне Горе и Румуније.

## Историја односа
Румунија, Србија и Црна Гора су заједно добиле међународно призњање независности 13. јула 1878. као резултат рата са турском и Берлинског конгреса.
Краљевина Црна Гора и Краљевина Румунија су биле на истој страни у Другом балканском рату 1913, а мировна конференција којом је завршен овај рат је одржан у Букурешту.

## Билатерални односи
Румунија је званично признала Црну Гору 13. јуна 2006.  године. Дипломатски односи између двије државе успостављени су 9. августа 2006. године.
Предсједник Црне Горе Филип Вујановић посјетио је Румунију од 22. до 23. октобра 2007. године.
Предсједник Владе Црне Горе Мило Ђукановић боравио је у званичној посјети Румунији од 23. до 24. октобра 2008. године.

### Дипломатски представници

#### У Подгорици
- Фердинанд Наги, амбасадор

У јулу 2004. године отворен је Генерални конзулат Румуније у Подгорици који је у новембру 2006. године прерастао у Амбасаду Румуније у Подгорици.
Претходни генерални конзул, потом привремени отправник послова Михаил Флоровици, ступио је на дужност изванредног и опуномоћеног амбасадора  Румуније у Црној Гори 17. септембра 2007. године,  предајом акредитивних писама предсједнику Црне Горе Филипу Вујановићу.

#### У Букурешту
Амбасада Црне Горе у Румунији покрива Молдавију.
- Милан Беговић, амбасадор